# 대관식

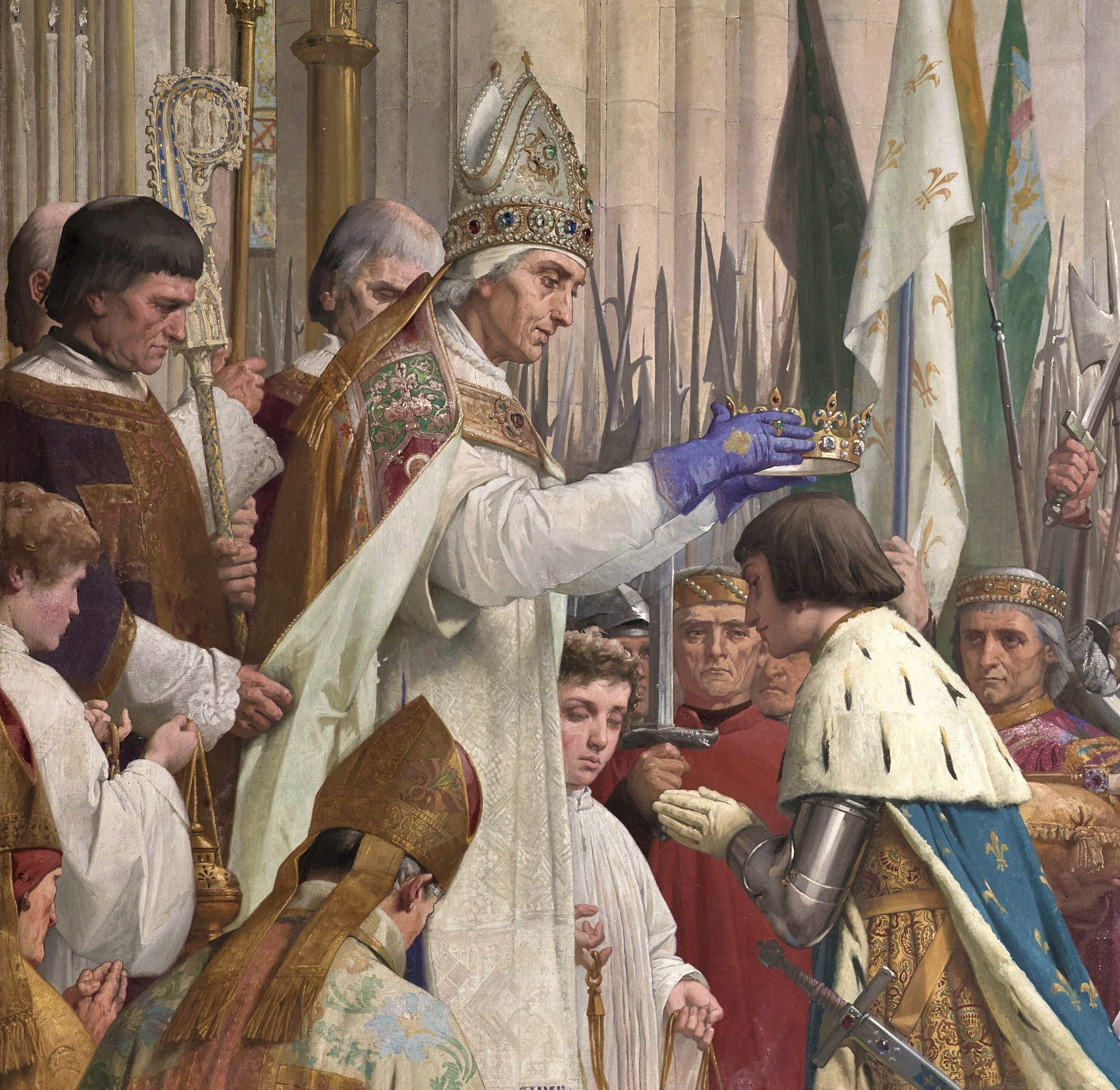
샤를 7세의 대관식

대관식(coronation)은 세습군주가 왕관을 쓰는 예식이다.
왕위자는 기름으로 머리에 바르는데, 이는 종교적으로 중요한 의미를 갖는 제전이다. 오늘날 영연방 국가의 왕위를 세우는 공식적인 예법으로 남아있다. 이전의 많은 왕국과 제국에서, 대관식은 대단히 엄숙한 행사로, 성스러운 기름으로 머리에 바르고, 왕위를 차지하게 되는 재가 의식을 포함시켰다. 오늘날도 군주가 있는 나라 중 일부, 예를 들면 영국과 같은 나라에서는 이러한 전통이 이루어지고 있다.

## 역사
대관식의 기원은 고대로 거슬러 올라간다. 파라오와 이스라엘 왕국의 국왕, 갈리아인 족장들은 대중 앞에서 지배자로 즉위했다. 중세에는 기독교적 의미가 생겨, 성유를 붇는 의식이 더해졌다.
영국에서는 1066년부터 웨스트민스터 사원에서 대관식이 열리고 있다. 윌리엄 1세는 잉글랜드를 정복하고 참회왕 에드워드의 후계자임을 보여주기 위해 에드워드가 세운 웨스트민스터에서 대관식을 열었다. 18세기와 19세기 초에는 성대한 행사가 종교적 의미보다 더 우선시 되었다. 조지 4세의 대관식에는 국왕과 사이가 나빴던 캐롤라인을 제외한 4600명 가량이 참석해 웨스트민스터 사원에서 만찬을 가졌다. 왕실의 사치에 여론이 악화되자 윌리엄 4세는 '페니 대관식'이라 불린 크게 간소화된 대관식을 했다. 빅토리아 여왕의 대관식에서 부터 다시 종교적 의미에 중점을 두었다. 2023년 찰스 3세의 대관식에 이르기까지, 시해된 것으로 추정되는 에드워드 5세와 11개월만에 왕위에서 내려온 에드워드 8세를 제외하고 모든 영국의 군주들이 대관식을 치렀다.

## 현대

### 유럽
영국을 제외한 다른 유럽 국가들은 대관식 대신 간소화된 취임식이나 종교 행사를 치른다. 교황 대관식도 1963년 바오로 6세의 대관식을 마지막으로 제례 미사로 대체되었다. 
스웨덴의 칼 16세 구스타프는 우선 내각을 만나고, 스톡홀름의 왕궁에서 취임식을 했다. 취임식 동안 왕관은 왕좌 옆에 전시되어 있었다. 식이 끝나고 왕궁의 발코니에 나가 연설을 했다.

### 아시아
태국의 대관식은 불교와 힌두교의 요소가 융합되어있다. 라마 10세의 대관식이 열리기 전 태국 전역의 100곳이 넘는 곳에서 11시 52분과 12시 38분 사이에 왕의 목욕물을 길었다. 물을 긷는 행위는 태국의 중요한 전통이고, 길은 물은 불교 승려의 축복을 받았다. 시간은 점성술에 따라 정해졌다. 대관식은 5월 4일에서 6일 동안 사흘간 열렸다.
일본의 즉위식은 일본 천황이 사망하거나 선위하고 즉시 삼종신기 중 두가지(검과 구슬의 모조품)를 받으면서 시작된다. 거울은 이세 신궁에 영구 보관되어 있어 천황도 보지 못한다. 곧이어 삼권의 대표자들을 만난다. 본격적인 대관식은 고쿄에서 열린다. 다카미쿠라(高御座·옥좌)를 가리던 보라색 장막이 걷히고 일왕이 모습을 드러내면서 시작된다. 이어지는 순서에서 천황이 즉위를 공식 선포하고, 참석자들은 즉위를 축하하는 의미의 '만세(萬歲)'를 삼창한다.행사의 일부만 대중에게 공개되며, 1990년부터 텔레비전으로 중개되었다.

## 영국 대관식의 서약 예문
(2023년, 찰스 3세의 대관식을 기준으로 함)

| 캔터베리 대주교: | 폐하께서는 연합왕국, 기타 여러 속령들을 법과 관습으로 다스리실 것을 엄숙히 서약합니까? |
| 국왕:   | 엄숙히 서약합니다.                                                             |
| 대주교: | 폐하께서는 왕권을 법과 공정함과 자비로 행사하시겠습니까?                       |
| 국왕:   | 그렇게 하겠습니다.                                                             |
| 대주교: | 폐하께서는 하나님의 법과 복음의 선언을 보호하시겠습니까?                       |
|         | 폐하께서는 연합왕국이 프로테스탄트 종교개혁에 기반을 둔 점을 보호하시겠습니까? |
|         | 폐하께서는 영국 성공회의 모든 전례를 보호하시겠습니까?                         |
|         | 폐하께서는 영국의 모든 성직자를 교회법으로 다스리시겠습니까?                   |
| 국왕:   | 그와 같이 할 것을 서약합니다. 하느님께서 저를 도우시기를 바랍니다.             |

## 같이 보기
- 기름부음